# Присеака (Дамбовица)
Присеака (рум. Priseaca) насеље је у Румунији у округу Дамбовица у општини Тарговиште. Oпштина се налази на надморској висини од 301 m.

## Становништво
Према подацима из 2002. године у насељу је живело 886 становника, од којих су сви румунске националности.